# 2700 Baikonur
2700 Baikonur este un asteroid din centura principală, descoperit pe 20 decembrie 1976 de Nikolai Cernîh.